# 2009-es Meijer Indy 300
A 2009-es Meijer Indy 300 volt a tizenkettedik verseny a 2009-es IndyCar Series szezonban, a versenyt 2009 augusztus 1-jén rendezték meg az 1.48 mérföldes (2.382 km) Kentucky Speedway-en Sparta államban, Kentucky-ban. Ezen a futamon vetették be először az úgynevezett "Push To Pass" rendszert.

## Rajtfelállás
| Rajtsor | Belső ív | Belső ív         | Külső ív | Külső ív          |
| ------- | -------- | ---------------- | -------- | ----------------- |
| 1       | 9        | Scott Dixon      | 10       | Dario Franchitti  |
| 2       | 6        | Ryan Briscoe     | 3        | Hélio Castroneves |
| 3       | 7        | Danica Patrick   | 26       | Marco Andretti    |
| 4       | 4        | Dan Wheldon      | 18       | Justin Wilson     |
| 5       | 11       | Tony Kanaan      | 02       | Graham Rahal      |
| 6       | 27       | Hideki Mutoh     | 06       | Robert Doornbos   |
| 7       | 2        | Raphael Matos    | 20       | Ed Carpenter      |
| 8       | 23       | Milka Duno       | 5        | Mario Moraes      |
| 9       | 14       | Ryan Hunter-Reay | 13       | E.J. Viso         |
| 10      | 24       | Mike Conway      | 12       | Will Power        |
| 11      | 98       | Jaques Lazier    | 67       | Sarah Fisher      |
| 12      | 43       | Tomas Scheckter  |          |                   |

- Az időmérő edzést töröltek esőzés miatt ezért a rajtfelállást a bajnokság állása alapján döntötték el.

## Futam
| Pozíció | #  | Pilóta            | Csapat                      | Futott kör | Idő/Kiesés oka | Rajthely | Élen töltött körök száma | Pont |
| ------- | -- | ----------------- | --------------------------- | ---------- | -------------- | -------- | ------------------------ | ---- |
| 1.      | 6  | Ryan Briscoe      | Team Penske                 | 200        | 1:28:24:3246   | 3        | 38                       | 50   |
| 2.      | 20 | Ed Carpenter      | Vision Racing               | 200        | +0.0162        | 14       | 35                       | 40   |
| 3.      | 11 | Tony Kanaan       | Andretti Green Racing       | 200        | +0.1614        | 9        | 1                        | 35   |
| 4.      | 3  | Hélio Castroneves | Team Penske                 | 200        | +0.2728        | 4        | 1                        | 32   |
| 5.      | 02 | Graham Rahal      | Newman/Haas/Laningan Racing | 200        | +0.6346        | 10       | 0                        | 30   |
| 6.      | 10 | Dario Franchitti  | Chip Ganassi Racing         | 200        | +1.7670        | 2        | 0                        | 28   |
| 7.      | 9  | Scott Dixon       | Chip Ganassi Racing         | 200        | +3.2512        | 1        | 95                       | 28   |
| 8.      | 7  | Danica Patrick    | Andretti Green Racing       | 200        | +4.7231        | 5        | 1                        | 24   |
| 9.      | 12 | Will Power        | Team Penske                 | 200        | +6.1424        | 20       | 30                       | 22   |
| 10.     | 26 | Marco Andretti    | Andretti Green Racing       | 200        | +6.9963        | 6        | 0                        | 20   |
| 11.     | 4  | Dan Wheldon       | Panther Racing              | 200        | +12.7597       | 7        | 0                        | 19   |
| 12.     | 67 | Sarah Fisher      | Sarah Fisher Racing         | 200        | +15.9732       | 22       | 0                        | 18   |
| 13.     | 27 | Hideki Mutoh      | Andretti Green Racing       | 200        | +27.9705       | 11       | 0                        | 17   |
| 14.     | 14 | Ryan Hunter-Reay  | A.J. Foyt Enterprises       | 197        | +3 kör         | 17       | 0                        | 16   |
| 15.     | 13 | E.J. Viso         | HVM Racing                  | 197        | +3 kör         | 18       | 0                        | 15   |
| 16.     | 2  | Raphael Matos     | Luczo-Dragon Racing         | 196        | +4 kör         | 13       | 0                        | 14   |
| 17.     | 24 | Mike Conway       | Dreyer & Reinbold Racing    | 192        | +8 kör         | 19       | 0                        | 13   |
| 18.     | 5  | Mario Moraes      | KV Racing Technology        | 188        | +12 kör        | 16       | 0                        | 12   |
| 19.     | 06 | Robert Doornbos   | Newman/Haas/Laningan Racing | 185        | +15 kör        | 12       | 0                        | 12   |
| 20.     | 23 | Milka Duno        | Dreyer & Reinbold Racing    | 165        | +35 kör        | 15       | 0                        | 12   |
| 21.     | 18 | Justin Wilson     | Dale Coyne Racing           | 120        | Kerékcsapágy   | 13       | 0                        | 12   |
| 22.     | 43 | Tomas Scheckter   | Dreyer & Reinbold Racing    | 59         | Vibráció       | 23       | 0                        | 12   |
| 23.     | 98 | Jaques Lazier     | Team 3G                     | 43         | Vibráció       | 21       | 0                        | 12   |

## Bajnokság állása a verseny után
Pilóták bajnoki állása
| Pozíció | Pilóta            | Pont |
| ------- | ----------------- | ---- |
| 1       | Ryan Briscoe      | 416  |
| 2       | Scott Dixon       | 408  |
| 3       | Dario Franchitti  | 405  |
| 4       | Hélio Castroneves | 341  |
| 5       | Danica Patrick    | 309  |